# Онуфрович, Адам Ильич
Адам Ильич Онуфрович (пол. Adam Onufrowicz; 21 июля [2 августа] 1856, Волоки, Минская губерния — 20 июля [2 августа] 1914, Лысьвенский завод, Пермская губерния) — управитель Лысьвенского завода в 1901—1906 годах, управляющий Лысьвенским горным округом в 1907—1914 годах.

## Биография
Родился 21 июля 1856 года в имение Волоки Минской губернии в семье Илии и Каролины из дома Herting. Младшие братья — будущие революционеры Болеслав (1860—1913), Цезарь (1864—1929) и сестра Софья (1862—1922).
Окончил Краковскую промышленно-техническую академию в 1883 году. После читал лекции в высших учебных заведениях Австро-Венгрии.
Служил заведующим химической лабораторией Кулебакского металлургического завода, заведующим мартеновской фабрикой Чусовского завода, директором Шиповских заводов, помощником директора и начальником мартеновской фабрики на Сулинском заводе Пастуховых, помощником директора и начальником мартеновской фабрики Волжского стального завода, управителем Лысьвенского завода в 1901—1906 годах.
На Лысьвенском заводе по его проекту построена мартеновская печь в 1902 году, увеличено листопрокатное производство, сооружена сутуночно-прокатная фабрика, введено производство жести и цинкование. В 1903 году служил в комиссии по сравнительному анализу уральского кровельного железа с аналогичным железом других российских и заграничных заводов, по результатам которого написал монографию. Являлся управляющим Кыштымским горным округом в 1906—1907 годах, управляющим Лысьвенским горным округом в 1907—1914 годах.
Являлся членом Совета Русского металлургического общества в 1910—1914 годах, писал научные статьи на русском, польском, немецком и французском языках, переписывался с Иваном Франко, был редактором журнала «Космос», членом Польского общества естествоиспытателей им. Коперника и Ассоциации польских техников в Варшаве, членом учетно-ссудного комитета Пермского отделения Государственного банка.
Убит 20 июля 1914 году рабочими во время Лысьвенского мятежа, похоронен у Свято-Троицкой церкви.

## Вклад в науку
Автор ряда переводов (перевел с немецкого «Химию железа» Ф. Тодта, с французского — «Процесс Императори на сталеплавильных заводах Италии», с английского — «Прокатные валки»), и научных статей на польском, немецком и французском языках. Сотрудничал с многими российскими техническими журналами. Автор сочинений по железоделательной промышленности и составитель руководств для приготовления консервов.